# Sipbach (Traun)
Der Sipbach ist ein rund 34 km langer rechter Zufluss der Traun in Oberösterreich.
Der Sipbach entspringt oberhalb der Ortschaft Voitsdorf, durchfließt in nordöstlicher Richtung die Gemeinden Sattledt, Sipbachzell, Eggendorf im Traunkreis, Allhaming, Pucking und mündet bei Haid in die Traun. Er durchläuft vorwiegend landwirtschaftlich genutztes Gebiet. Der Sipbach ist lokal im Bereich von Straßenüberführungen und Siedlungen begradigt und befestigt, ansonsten fließt er frei. Die Verzahnung mit dem Umland ist gut, es bilden sich Schotterinseln, Unterspülungen, Prall- und Gleitufer. Neben dem hohen ökologischen Wert hat der Sipbach eine große landschaftsästhetische Bedeutung. Es gibt einige wenige Mühlen mit Wehren und Ausleitungen, wie etwa die Falzmühle bei Allhaming.
Das Gewässer wurde in den Jahren 992/993 als Sippiunpahchi, Sippinpah und Syppenpach erstmals urkundlich erwähnt. Der Ort Sipbachzell wurde schon im 8. Jahrhundert als Sihpach und Sicbah genannt. Der Sprachwissenschaftler Albrecht Greule geht daher davon aus, dass sich das Bestimmungswort vom germanischen *sig-jō mit der Bedeutung „Stelle, wo das Wasser absinkt“ ableitet und später an den althochdeutschen Personennamen Sippo angelehnt wurde.